# 야시로다역
야시로다역(일본어: 矢代田駅)은 일본 니가타현 니가타시 아키하구에 있는, 동일본 여객철도의 철도역이다. 신에쓰 본선이 지나간다.

## 역 구조
쌍단식 2면 2선 구조의 지상역으로, 역사는 선상 구조이다. 양쪽 승강장은 자유통로로 이어져 있다.
배리어프리 대책으로, 동쪽 출구와 서쪽 출구, 1번 승강장과 2번 승강장에 엘리베이터가 설치되어 있으며, 개찰구 정면에는 음성안내장치와 점자 호환 안내도가 설치되어 있다.
니쓰역이 관리하는 업무 위탁역으로, 역 업무는 JR 니가타 비즈니스가 대신 하고 있다. 개찰구 근처에는 오전 7시부터 오후 5시 50분까지 초록 창구가 영업 중이며, 간이개찰기에서 스이카 및 제휴 교통카드의 사용이 가능하다. 그 밖에, 개찰구 옆에 자동발권기, 자동판매기 등이 있다.

### 승강장
| 1 | ■ 신에쓰 본선 | 히가시산조 · 나가오카 방면 |
| 2 | ■ 신에쓰 본선 | 니쓰 · 니가타 방면         |

## 역세권 정보
- 국도 제403호선
- 니가타 시 아키하구청 고스도(小須戸) 출장소

## 역사
- 1897년 11월 20일 - 호쿠에쓰 철도가 눗타리 역 ~ 이치노키도 역(지금의 히가시산조역)을 개통할 때 동시에 개업했다.
- 1907년 8월 1일 - 국유화에 따라 일본국유철도의 소속이 되었다.
- 1987년 4월 1일 - 민영화에 따라 동일본 여객철도의 소속이 되었다.
- 2006년 1월 21일 - 스이카의 사용이 개시되었다.

## 인접역
| 동일본 여객철도 신에쓰 본선 | 동일본 여객철도 신에쓰 본선       | 동일본 여객철도 신에쓰 본선 |
| --------------------------- | --------------------------------- | --------------------------- |
| 니쓰 니가타 방면            | ■ 쾌속 《라쿠라쿠 트레인 신에쓰》 | 가모 나오에쓰 방면          |
| 다가미 나오에쓰 방면        | ■ 보통                            | 후루쓰 니가타 방면          |